# باربارا تيرنر (كرة سلة)
باربارا تيرنر (بالتركية: Bahar Öztürk)‏ مواليد 8 يونيو 1984 في كليفلاند، هي لاعبة كرة سلة أمريكية/تركية معتزلة. بدأت مسيرتها الاحترافية في سنة 2006. تم اختيارها من قبل فريق سياتل ستورم خلال الدرافت. لعبت في الدوري التركي لكرة السلة للسيدات. وحملت الرقم 22.

## المسيرة الاحترافية
لعبت مع سياتل ستورم في سنة 2006، ثم لعبت مع هيوستن كومتز في سنة 2007، ثم لعبت مع كونيتيكت صن في سنة 2008.

## روابط خارجية
- باربارا تيرنر على موقع الاتحاد الوطني لكرة السلة النسائية (الإنجليزية)
- باربارا تيرنر على موقع كرة السلة الأوروبية.كوم (الإنجليزية)
- باربارا تيرنر على موقع كلية كرة السلة في سبورتس رفرنس.كوم (الإنجليزية)
- باربارا تيرنر على موقع بروبوليرز (الإنجليزية)
- باربارا تيرنر على موقع سبورتس رفرنس (الإنجليزية)
- باربارا تيرنر على موقع سبورتس رفرنس (الإنجليزية)